# Джонатан Алън
Джонатан Гай Алън (на английски: Jonathan Guy Allen) е британски дипломат.
Той е посланик на Великобритания в България от януари 2012 г. до януари 2015 г.

## Биография
Джонатан Алън e роден в Нотингам, където учи в Нотингамската гимназия. Дипломира се в Кеймбриджкия университет.
Работи 13 години за британския Форин офис (Министерството на външните работи).
Като посланик следва на поста Стив Уилямс. Първоначално се очаква да заеме поста в края на 2011 г..
Алън прекарва 3 седмици в българско семейство в Пловдив, за да научи български и да опознае страната, преди да встъпи в длъжност. Също така играе хоро и пише в туитъра си на български.
Като посланик на Великобритания се грижи за 7000 живеещи м днлавана и още 400 000 други британци, ежегодно посещаващи България.
След като напуска България и се завръща във Великобритания, става директор по националната сигурност във Форин офис.
Женен е за Елизабет Патриша Алън, с която имат дъщеря Луси и син, който се ражда в София.